# فرهنگ در عربستان سعودی

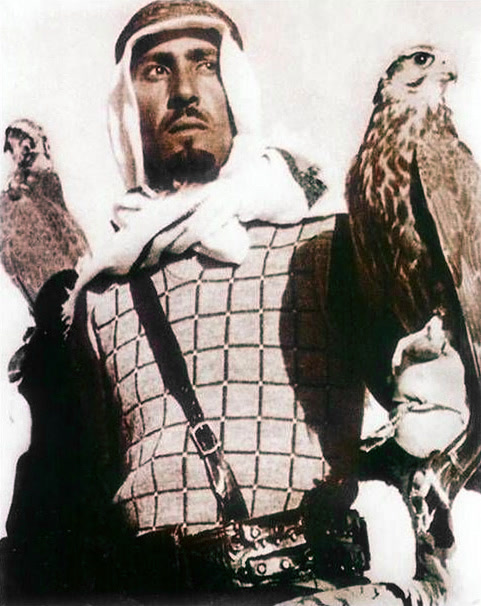
شاه عبدالله مشغول تمرین بازداری، یک سرگرمی سنتی در عربستان سعودی و کشورهای حاشیه خلیج فارس

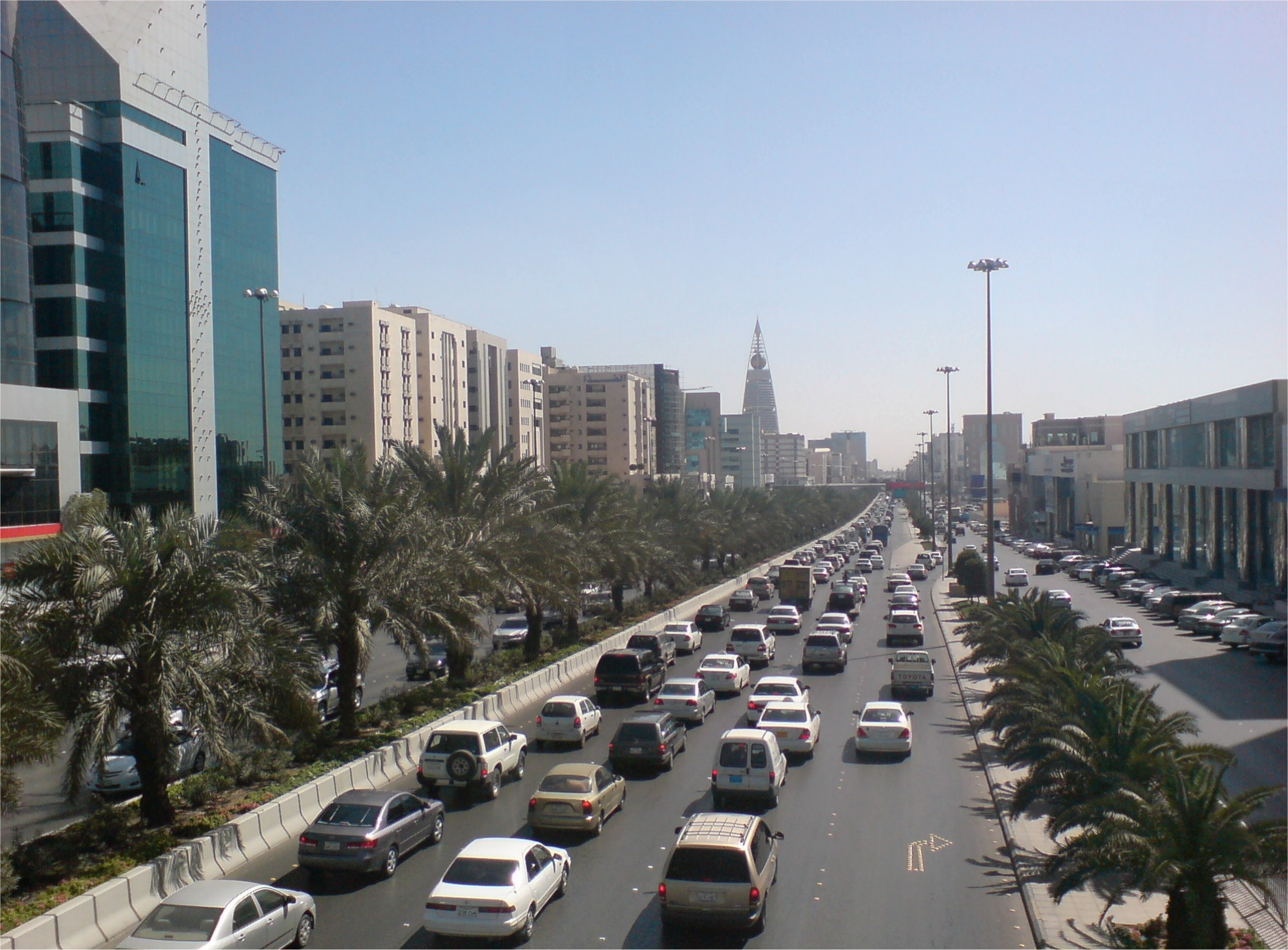
جاده پادشاه فهد در ریاض

فضای فرهنگی عربستان سعودی بسیار تحت تأثیر فرهنگ عربی و فرهنگ اسلامی است. به‌طور کلی جامعه عمیقاً مذهبی، محافظه کار ، سنتی و خانواده محور است. بسیاری از نگرش‌ها و سنت‌ها قرن هاست که برگرفته از تمدن عرب و میراث اسلامی است. با این حال، فرهنگ آن نیز تحت تأثیر تحولات سریع قرار گرفته‌است، چراکه این کشور تنها از چند سال در دهه ۱۹۷۰ از یک جامعه عشایری فقیر به تولیدکننده ثروتمند کالا تبدیل شد. این تغییر همچنین تحت تأثیر عوامل مختلفی از جمله انقلاب ارتباطات و بورس‌های تحصیلی خارجی قرار گرفته‌است. آخرین فرمانروا یا پادشاه سعودی پادشاه سلمان بن عبدالعزیز آل سعود است.
نهضت اسلامی وهابی، که در قرن ۱۸ به وجود آمد اکنون در کشور حاکم است. پیروی از اصل " امر به معروف و نهی از منکر "، محدودیت‌ها و ممنوعیت‌های زیادی در رفتار و لباس وجود دارد که از نظر قانونی و اجتماعی کاملاً بیشتر از سایر کشورهای مسلمان اعمال می‌شود. با این حال، بسیاری از محدودیت‌های سنتی اخیراً توسط دولت برداشته شده‌است از جمله این که به زنان اجازه رانندگی داده می‌شود. از طرف دیگر مواردی که در اسلام ممنوع اعلام شده‌است در کشور ممنوع است، به عنوان مثال نوشابه‌های الکلی به شدت ممنوع است.
زندگی روزمره تحت رعایت شئون اسلامی است. هر روز پنج بار از مناره‌های مساجد در سراسر کشور اذان پخش می‌شود. از آنجا که جمعه مقدس‌ترین روز برای مسلمانان است، آخرین روز هفته جمعه است. مطابق آموزه‌های وهابی، فقط دو تعطیلات مذهبی، عید فطر و عید قربان، به‌طور عمومی شناخته شده‌اند. ۲۳ سپتامبر به عنوان یک روز تعطیل غیردینی که یادآور اتحاد پادشاهی است جشن گرفته می‌شود.

## دین
سرزمین حجاز، به ویژه مکه و مدینه، شهرهایی هستند که در ابتدای ظهور اسلام تأسیس شده‌اند؛ بنابراین، اکثر جمعیت آن را مسلمان تشکیل می‌دهند. علاوه بر این، قانون اساسی عربستان سعودی بر پایه قرآن و مفاهیم اسلامی در نظر گرفته شده‌است و قانون اسلامی «شریعت» منبع اصلی قانون است. در عربستان سعودی، اسلام فقط از نظر سیاسی رعایت نمی‌شود بلکه تأثیر زیادی در فرهنگ مردم و زندگی روزمره آنها نیز دارد.

### جمعیت‌شناسی مذهبی
۸۵ تا ۹۰٪ از شهروندان سعودی مسلمان سنی هستند در حالیکه ۱۰ تا ۱۵٪ آنها از مذهب شیعه هستند. ۸۰٪ از شیعیان دوازده امامی هستند که در استان شرقی عربستان سعودی و مدینه زندگی می‌کنند. در استان نجران حدود ۷۰۰٬۰۰۰ هفت نفر شیعه وجود دارند. علاوه بر این، اکثر مهاجران در عربستان سعودی مسلمان هستند.

### آشپزی
به رغم وجود غذاهای مشترک و متداول، آشپزی سعودی به دلیل تفاوت‌های فرهنگی، در مناطق مختلف متفاوت است.
ظرفی متشکل از یک بره پر شده (شکم پر)، معروف به قوزی، غذای سنتی ملی این کشور است. کباب نیز از غذای‌های محبوب و پرطرفدار در آشپزی سعودی می‌باشد، شاورما که در آن از گوشت بره، گوسفند، بز، مرغ، بوقلمون، گاو، گوساله یا ترکیبی از آنها استفاده می‌شود که معمولاً تمام روز به شیوه سیخ‌گردانی بریان می‌شود. قسمت‌های پخته شده گوشت به صورت تراشه‌هایی بریده می‌شوند و گوشت‌های زیرین را در معرض حرارت قرار می‌دهند. با وجود آنکه می‌توان گوشت را به تنهایی و به صورت پرسی میل کرد، ساندویچ‌های شاورمایی که داخل نان مخصوص پیتا پیچیده شده‌اند، طرفداران زیادی دارد. مانند سایر کشورهای عربی، شبه جزیره عربستان، کبسه، که ظرفی حاوی برنج با ماهی یا میگو می‌باشد، از غذاهای محبوب است. قهوه که به سبک عربی سرو می‌شود نوشیدنی سنتی است.

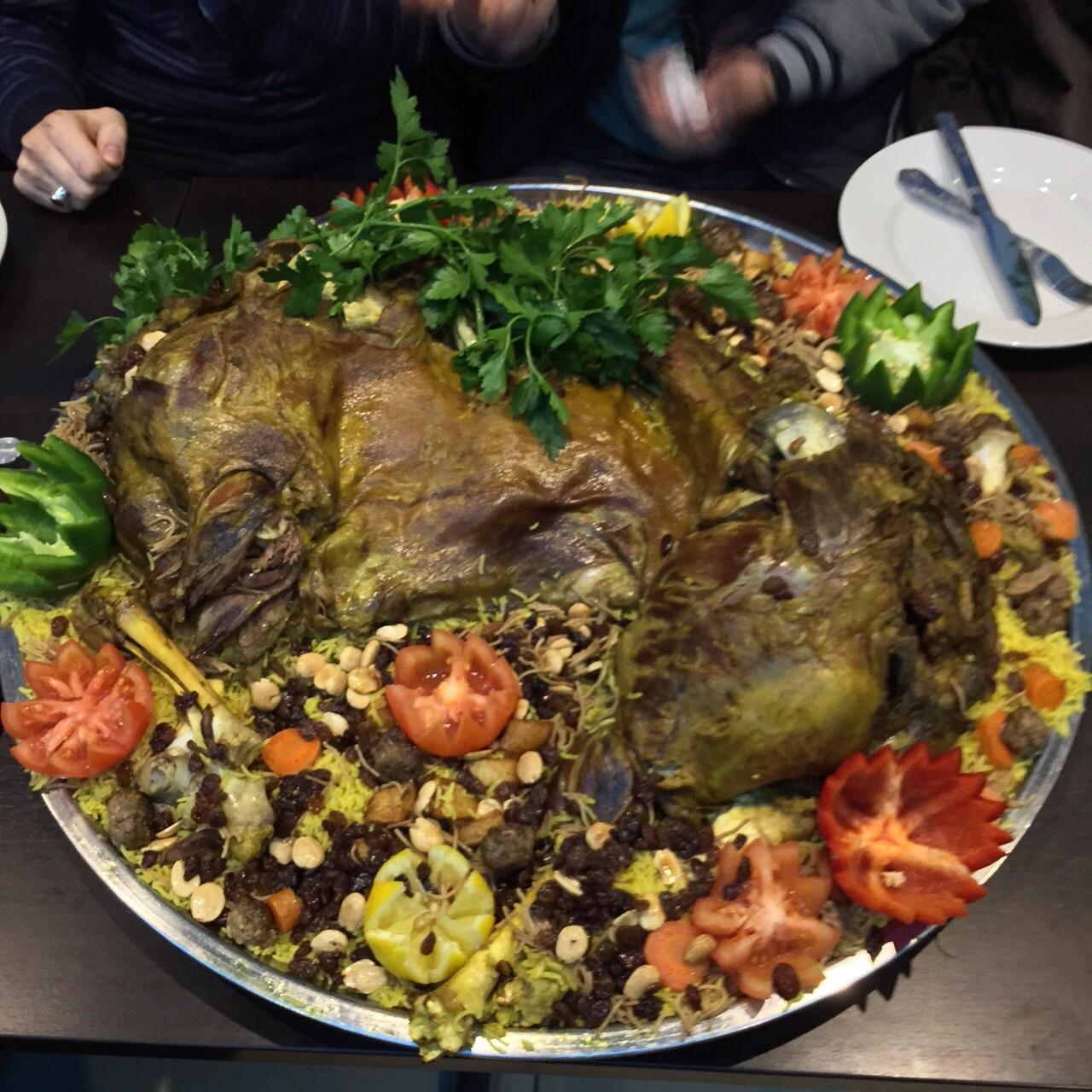
قوزی
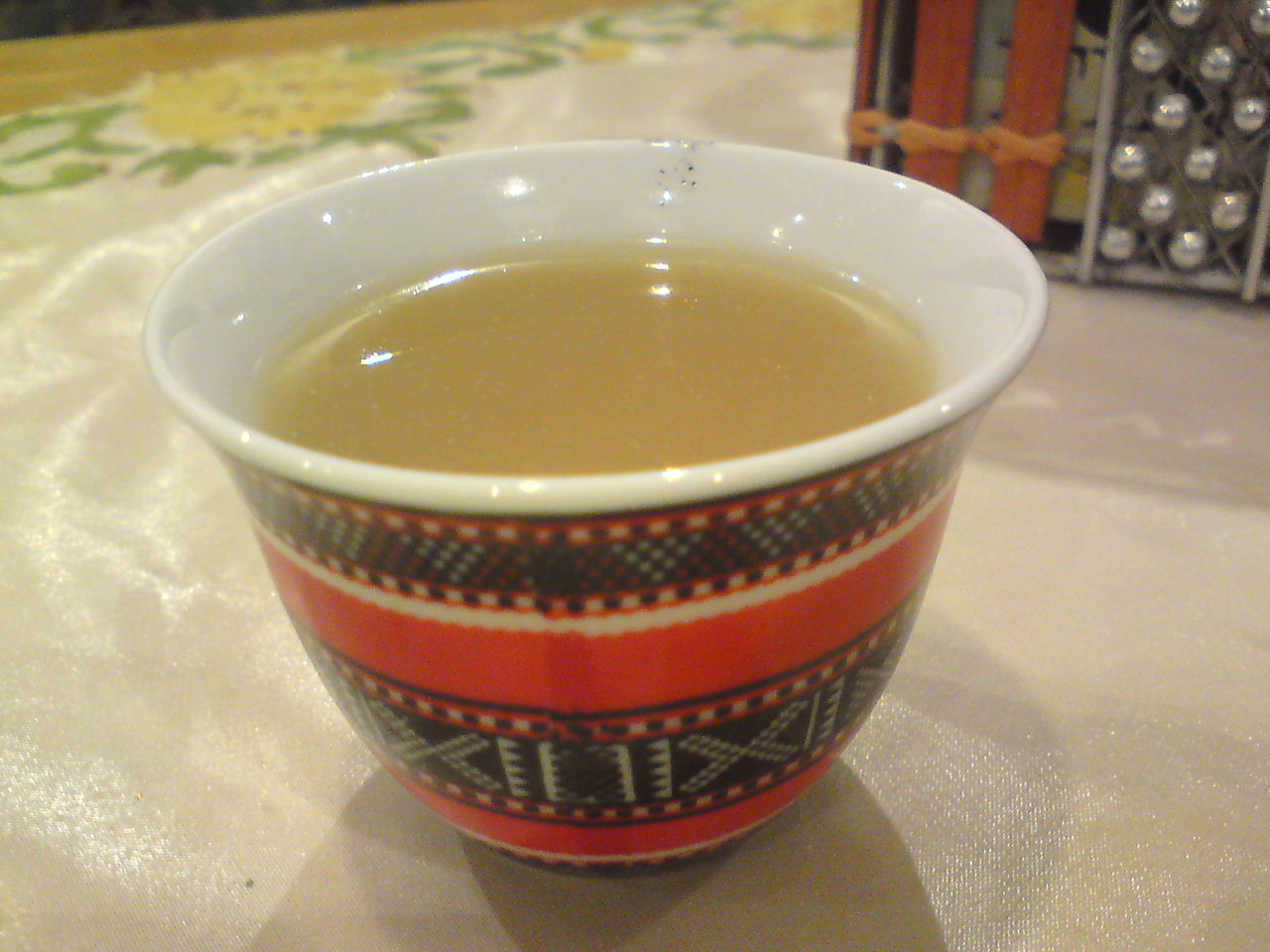
قهوه عربی
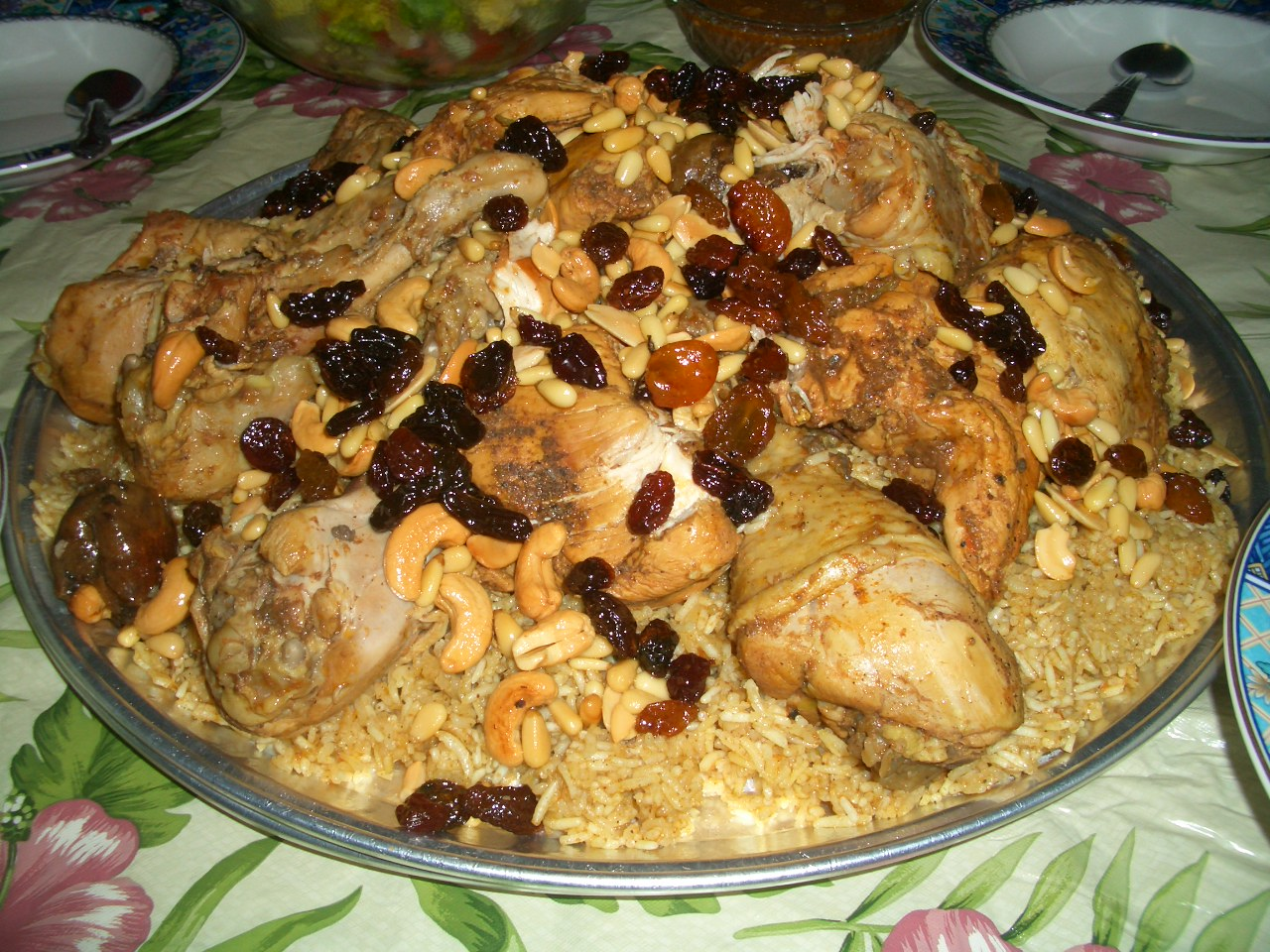
کبسه به عنوان غذای ملی عربستان سعودی شناخته می‌شود.
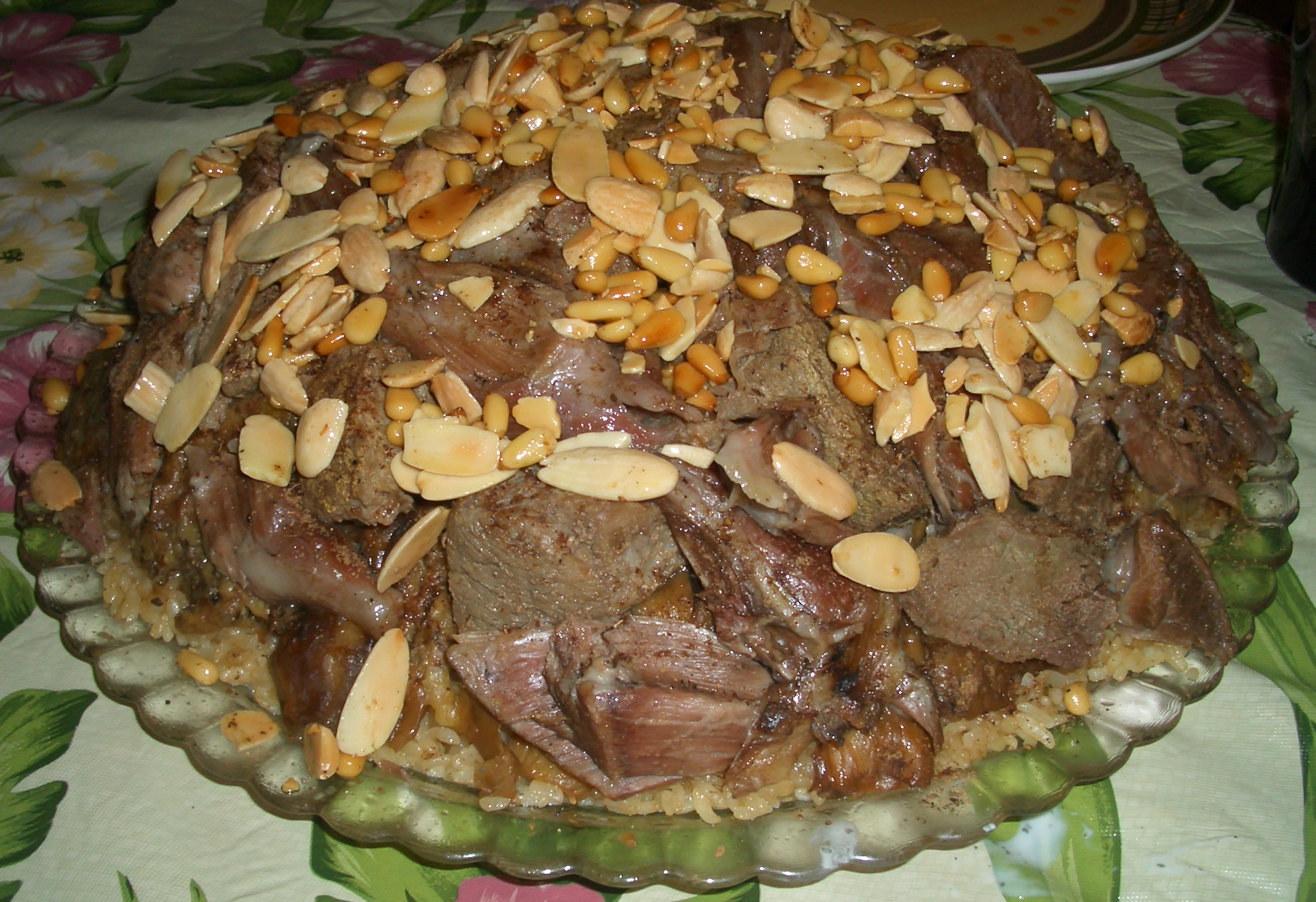
مقلوبه
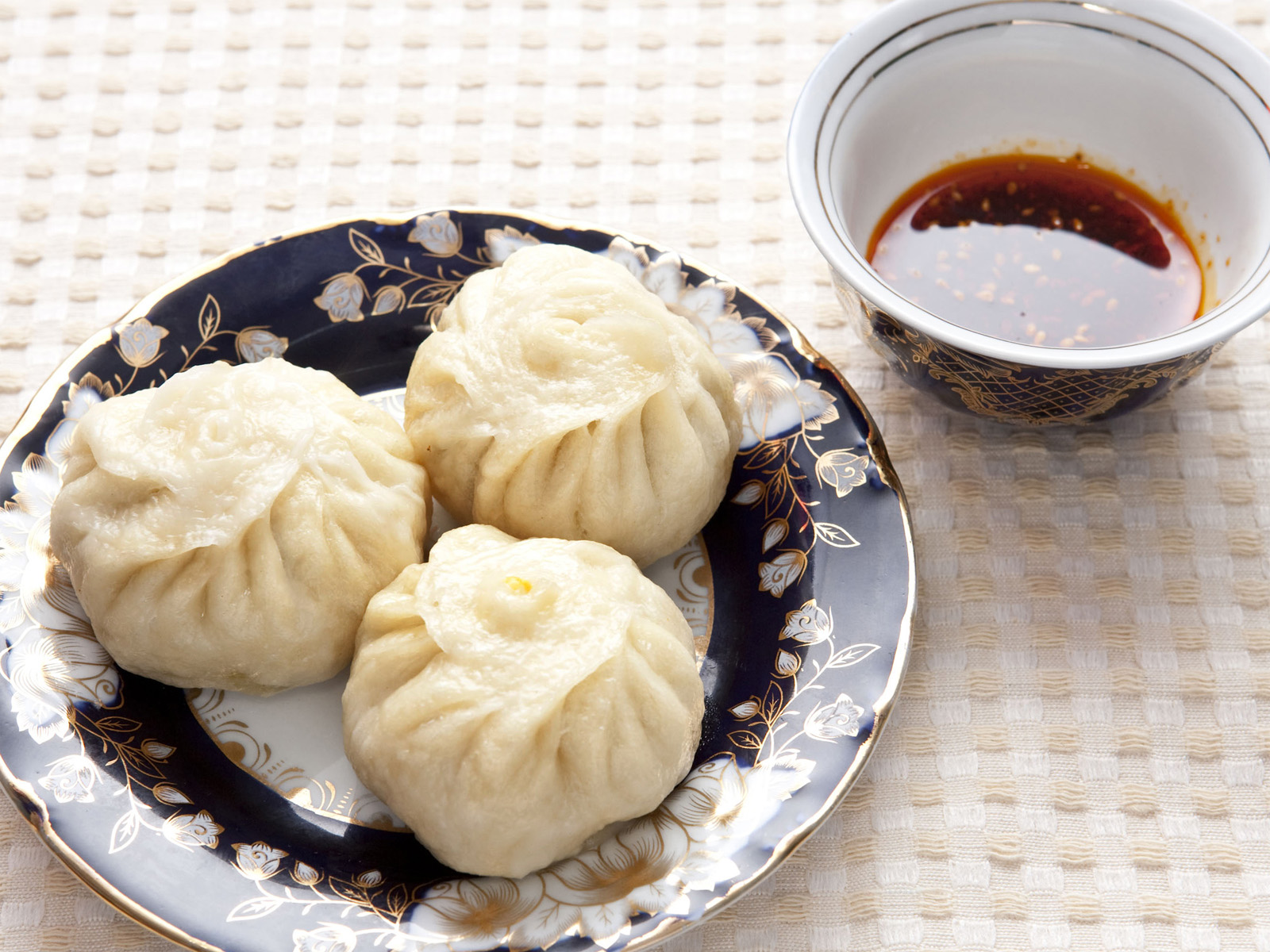
منتو
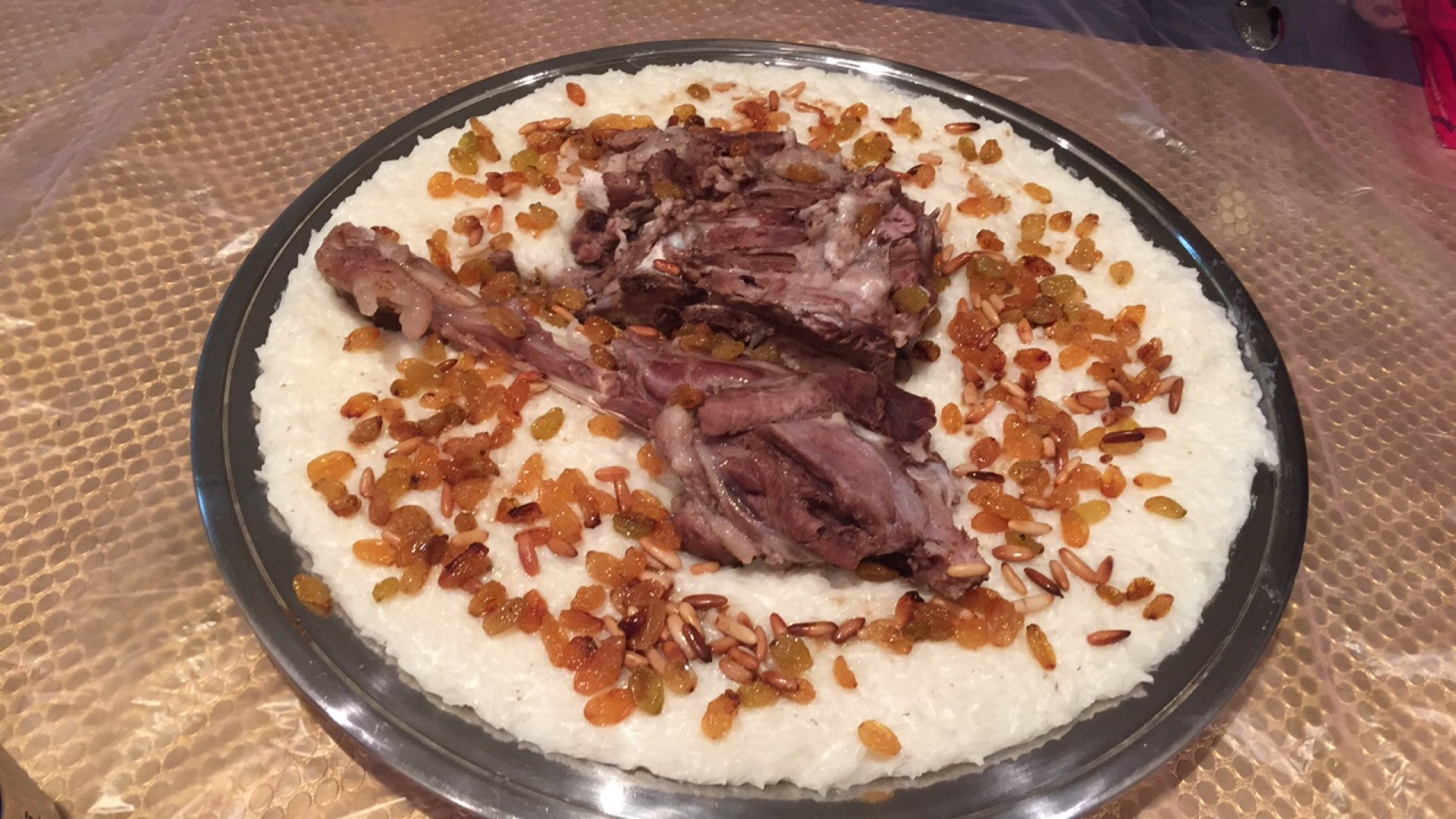
سلیق

## هنر رقص

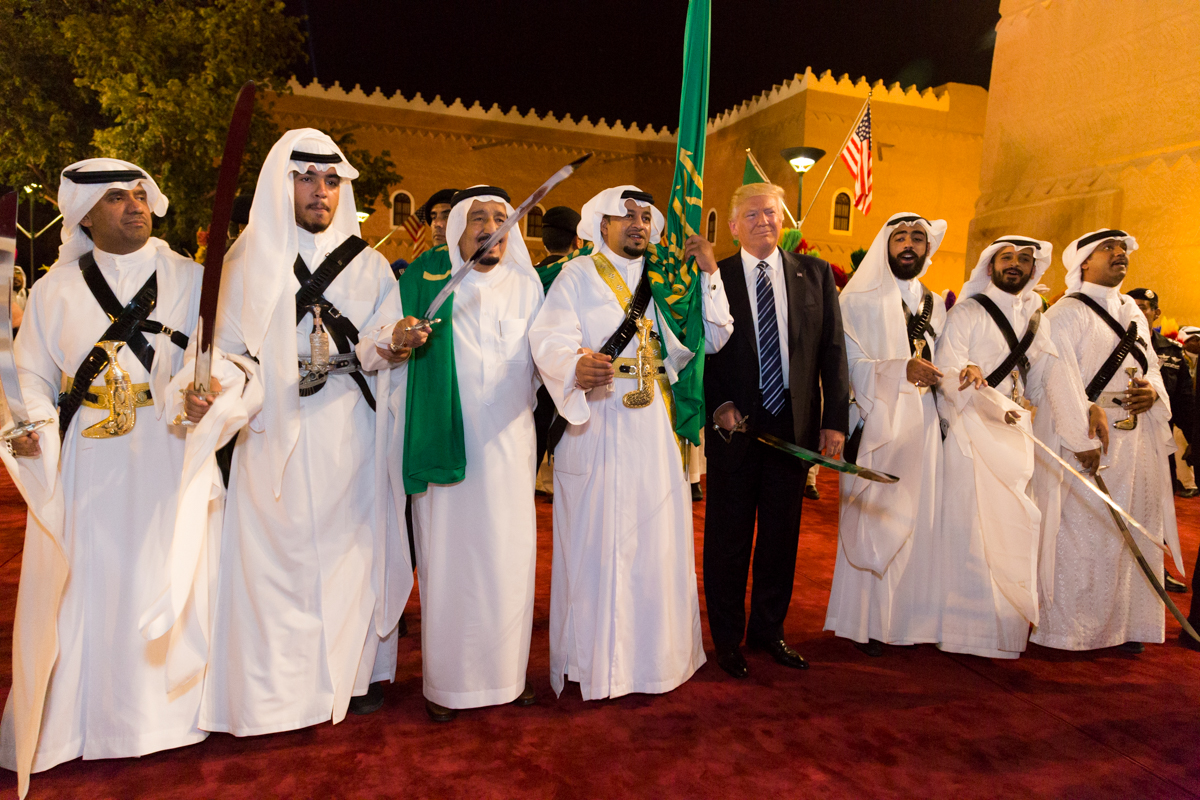
رقص عرضه به همراه ریس جمهور ایالات متحده

## جشن‌ها

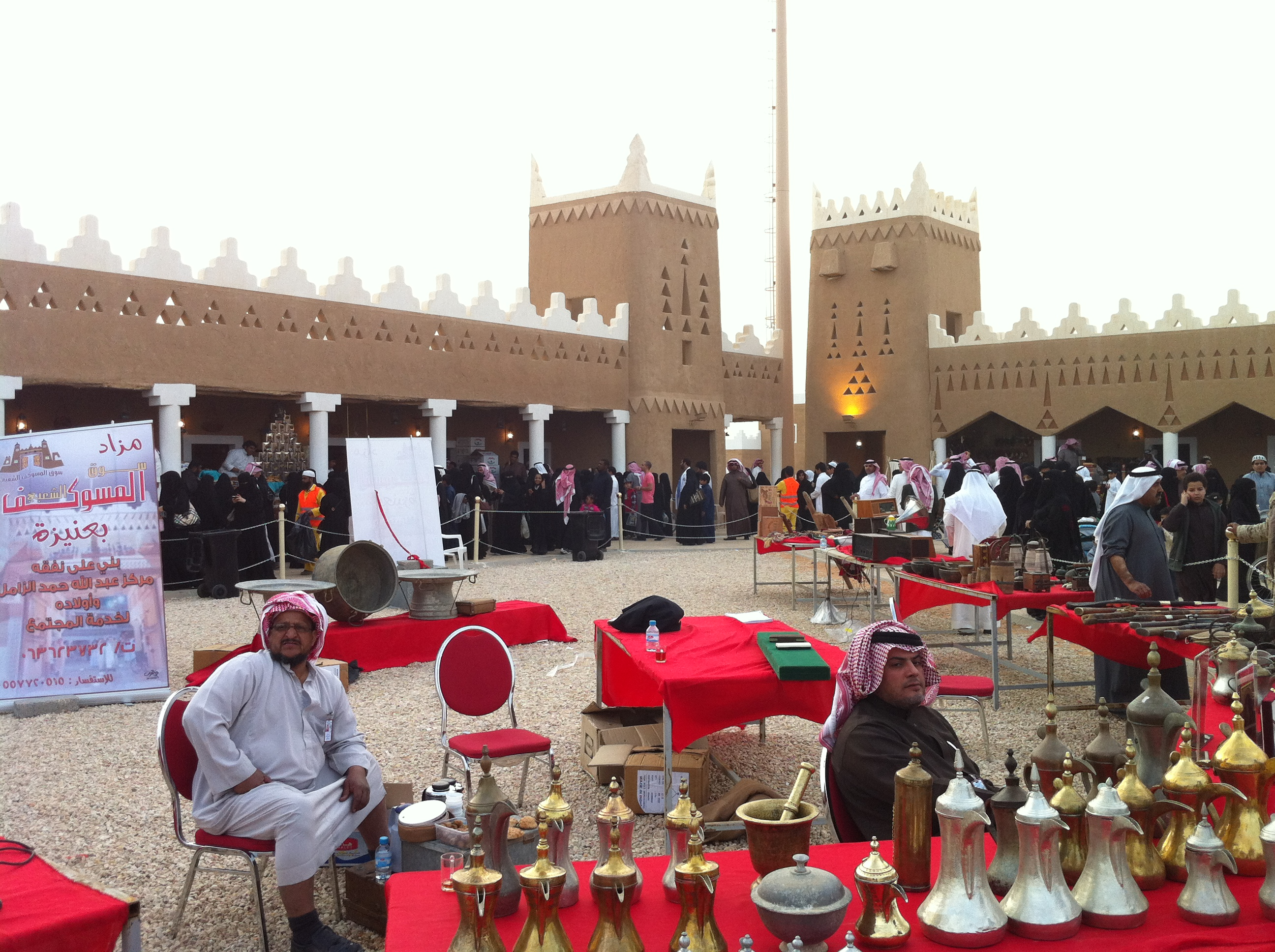
جنادریه ۲۷